# Ewa Cederstam
Ewa Cederstam, född 24 november 1967 i Malmö, är en svensk filmfotograf och dokumentärfilmare. 
Hon är utbildad stillbildsfotograf från Yrkesskolan i Malmö och har studerat film vid Ölands Folkhögskola. 
År 2008 avlade hon masterexamen i filmregi vid Filmhögskolan. Under 1990-talet studerade hon filmfotografi vid Dramatiska Institutet i Stockholm och har en magisterexamen i filmfotografi.
I hennes film Våga minnas (2012), berättar hon om hur hon 18 år gammal blev utsatt för en våldtäkt.
Sedan februari 2018 sitter hon i Svenska Filminstitutets branschråd för Filmarvet, och sedan 2008 i styrelsen för Föreningen Sveriges Filmfotografer (FSF).

## Filmografi (i urval)
- En dag på jobbet (2018)
- Förövare (2016)
- Ta plats – en film om Lo Kauppi (2015)
- Våga minnas (2012)
- Fast eller flytande (2006)
- Kvinnans plats (2003)